# 영주 부석사 무량수전
영주 부석사 무량수전(榮州 浮石寺 無量壽殿)은 1376년에 중수된 목조 건축물로 대한민국의 국보 제18호이다. 대한민국 경북 안동의 봉정사 극락전과 함께 한국에서 가장 오래된 목조 건축물이다. 정확한 건조 연대는 알 수 없으나 고려 중기 후반경의 건축물로 추측된다.

## 개요
봉황산 중턱에 있는 부석사는 신라 문무왕 16년(676)에 의상대사가 왕명을 받들어 화엄의 큰 가르침을 펴던 곳이다. 무량수전 뒤에는 ‘부석(浮石)’이라고 새겨져 있는 바위가 있는데, 『삼국유사』에 있는 설화를 보면, 의상대사가 당나라에서 유학을 마치고 귀국할 때 그를 흠모한 여인 선묘가 용으로 변해 이곳까지 따라와서 줄곧 의상대사를 보호하면서 절을 지을 수 있게 도왔다고 한다. 이곳에 숨어 있던 도적떼를 선묘가 바위로 변해 날려 물리친 후 무량수전 뒤에 내려 앉았다고 전한다. 무량수전은 부석사의 중심건물로 극락정토를 상징하는 아미타여래불상을 모시고 있다. 신라 문무왕(재위 661∼681) 때 짓고 고려 현종(재위 1009∼1031) 때 고쳐 지었으나, 공민왕 7년(1358)에 불에
타 버렸다. 지금 있는 건물은 고려 우왕 2년(1376)에 다시 짓고 광해군 때 새로 단청한 것으로, 1916년에 해체·수리 공사를 하였다.
규모는 앞면 5칸·옆면 3칸으로 지붕은 옆면이 여덟 팔(八)자 모양인 팔작지붕으로 꾸몄다. 지붕 처마를 받치기 위해 장식한 구조를 간결한 형태로 기둥 위에만 짜올린 주심포 양식이다. 특히 세부 수법이 후세의 건물에서 볼 수 있는 장식적인 요소가 적어 주심포 양식의 기본 수법을 가장 잘 남기고 있는 대표적인 건물로 평가 받고 있다. 건물 안에는 다른 불전과 달리 불전의 옆면에 불상을 모시고 있는 것이 특징이다.
무량수전은 한국에 남아 있는 목조 건물 중 안동 봉정사 극락전(국보 제15호)과 더불어 오래된 건물로서 고대 사찰건축의 구조를 연구하는데 매우 중요한 건물이 되고 있다.

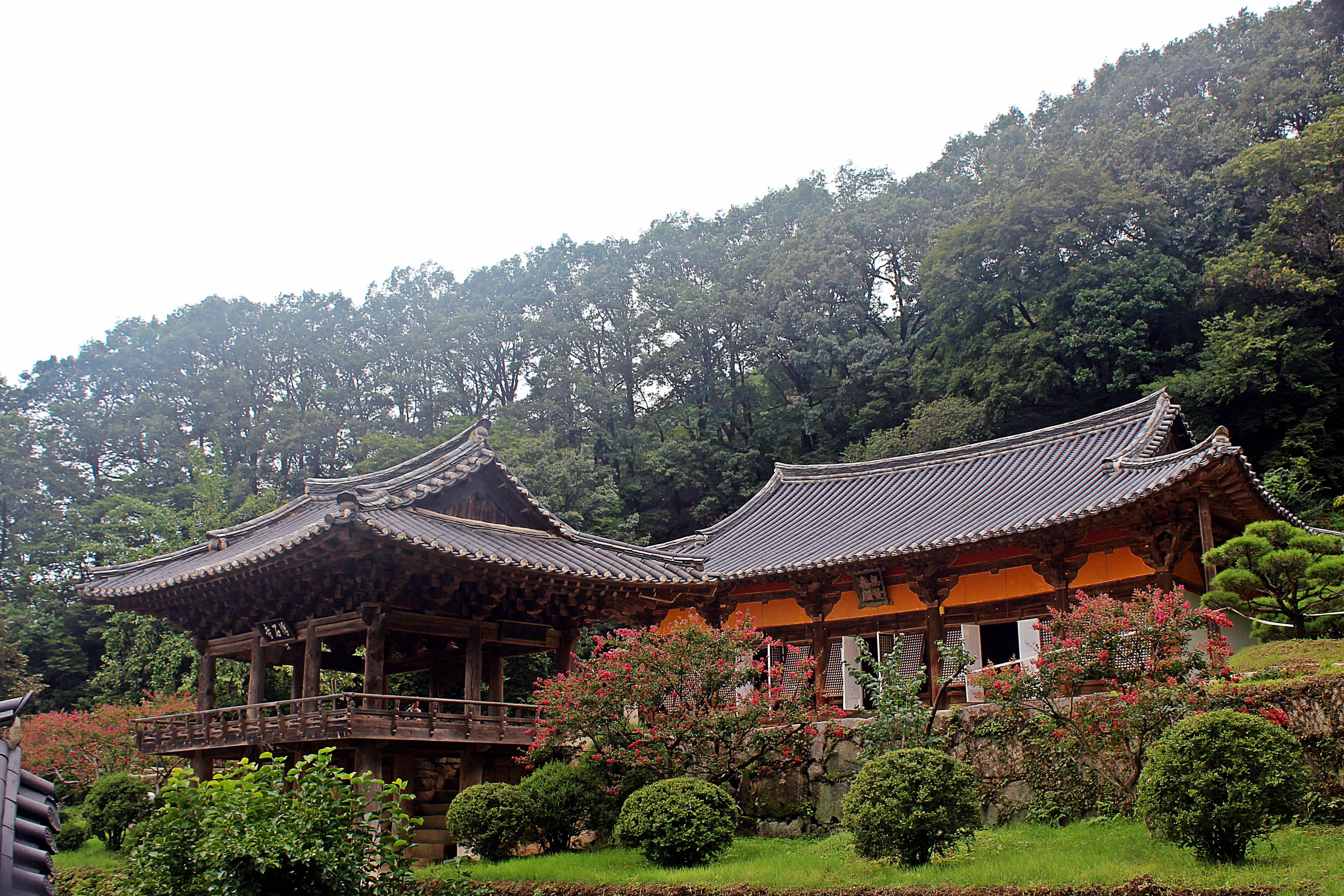
안양루와 무량수전

## 구조

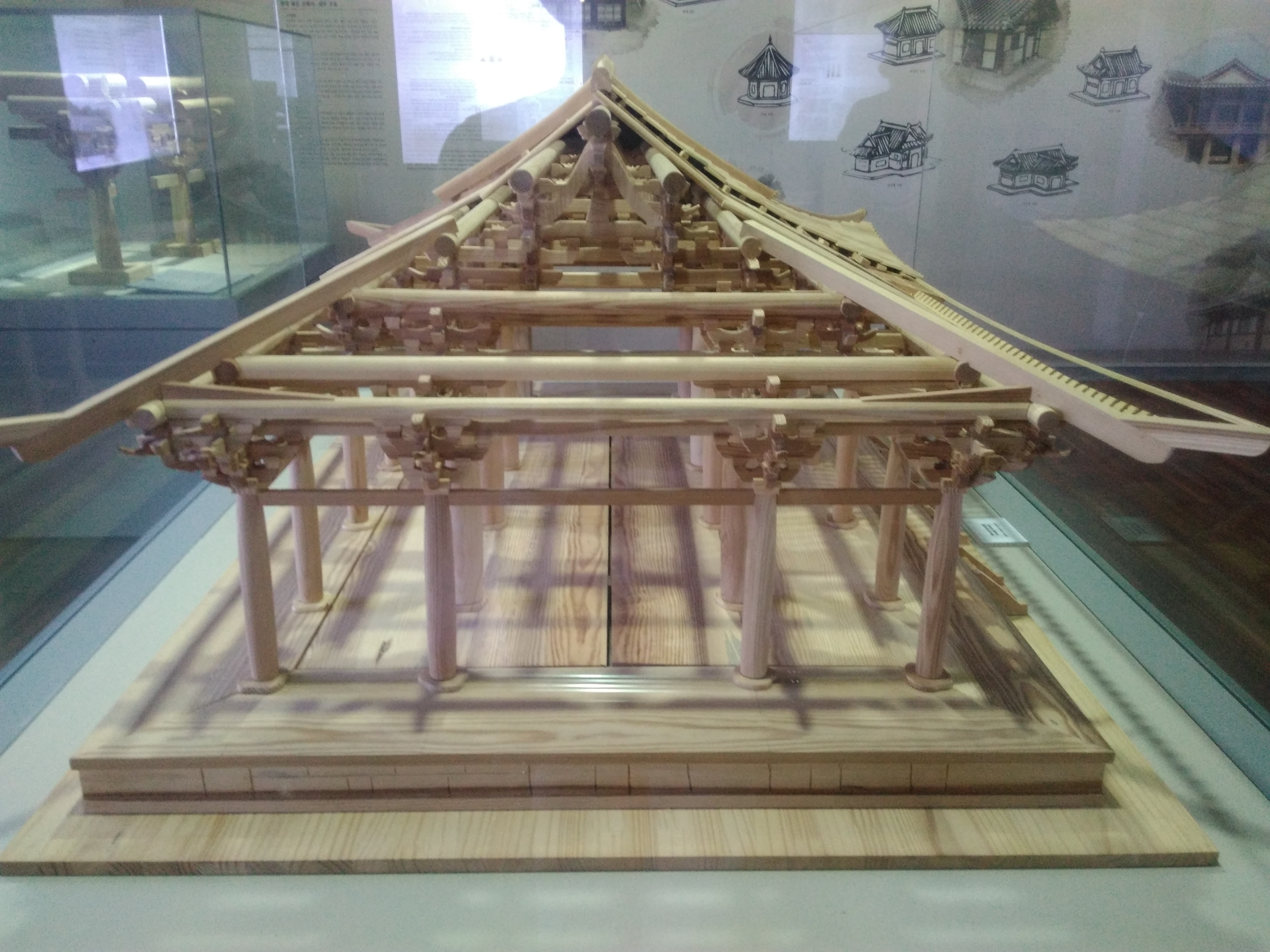
무량수전의 절개양식

무량수전의 평면의 안허리곡, 기둥의 안쏠림과 귀솟음, 배흘림기둥, 항아리형 보 등의 의장 수법은 고려시대의 법식을 잘 나타낸다. 이는 착시에 의한 왜곡 현상을 막으면서 효율적인 구조를 만들기 위해 사용된 기법이다.

## 사진

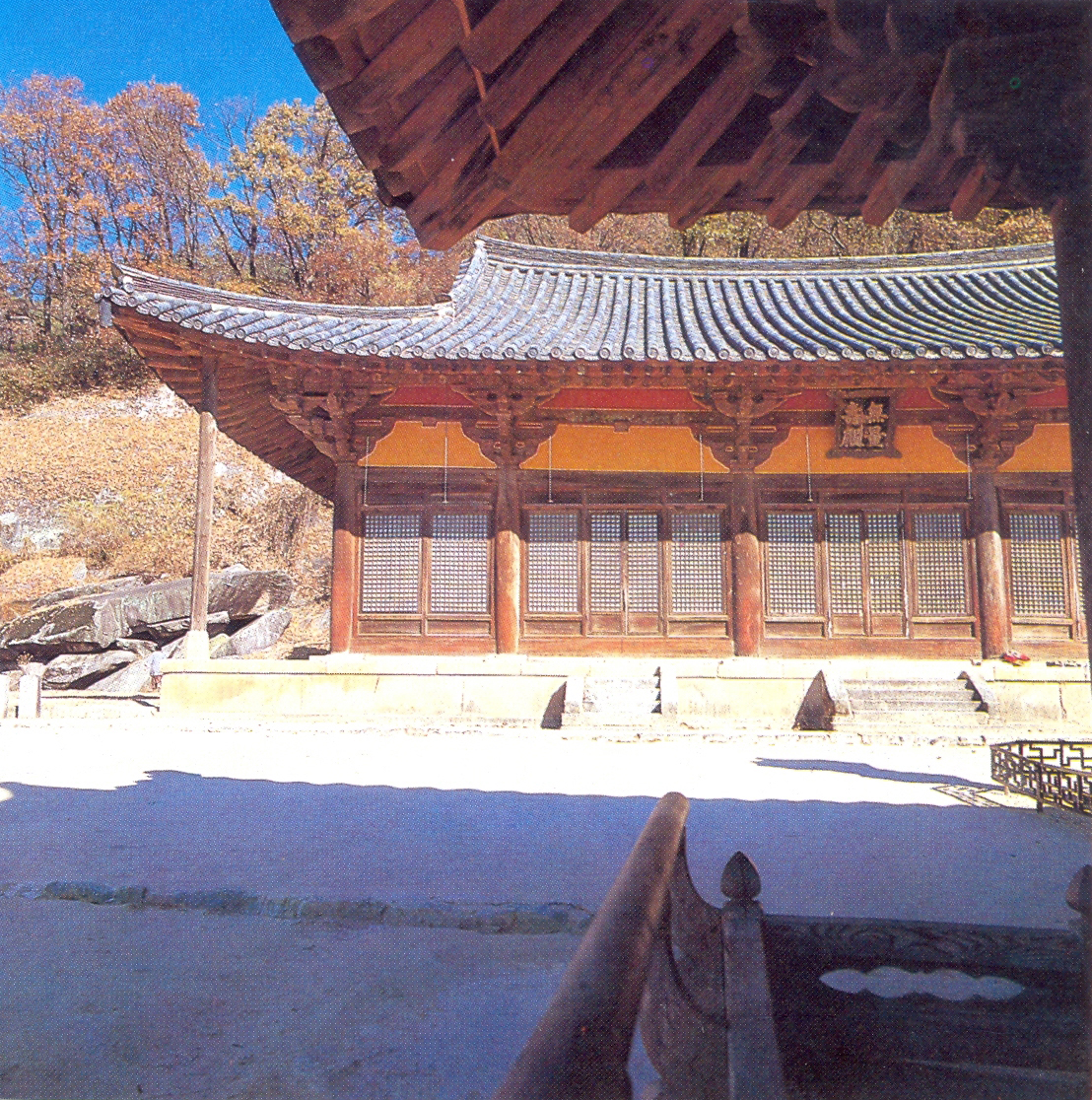
무량수전에서 바라본 안양루
무량수전 안
무량수전 안 공포(栱包)
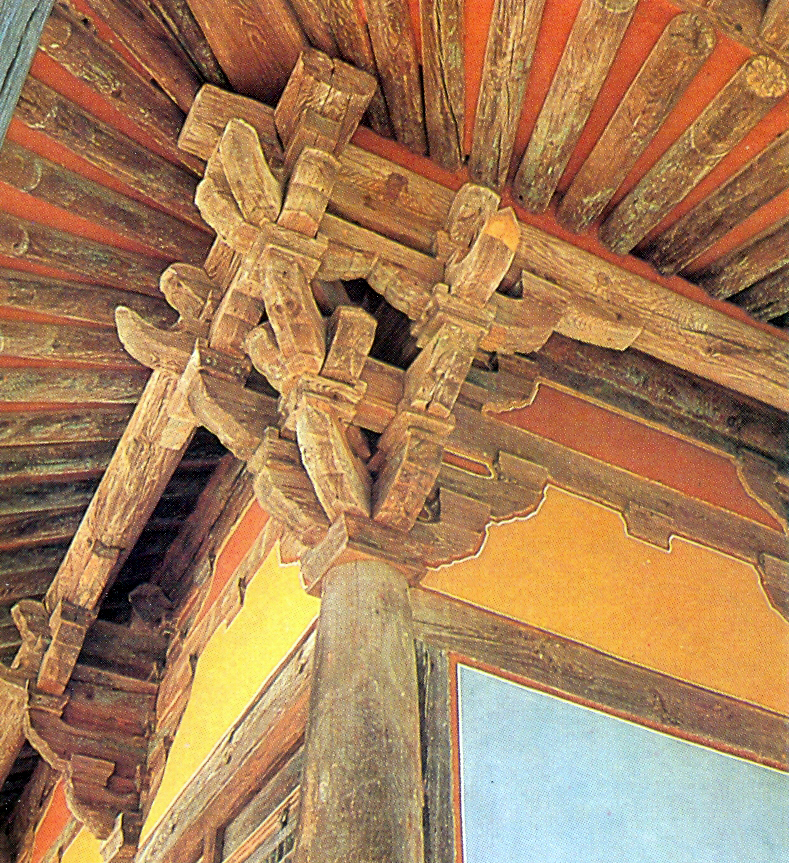
무량수전 바깥 공포
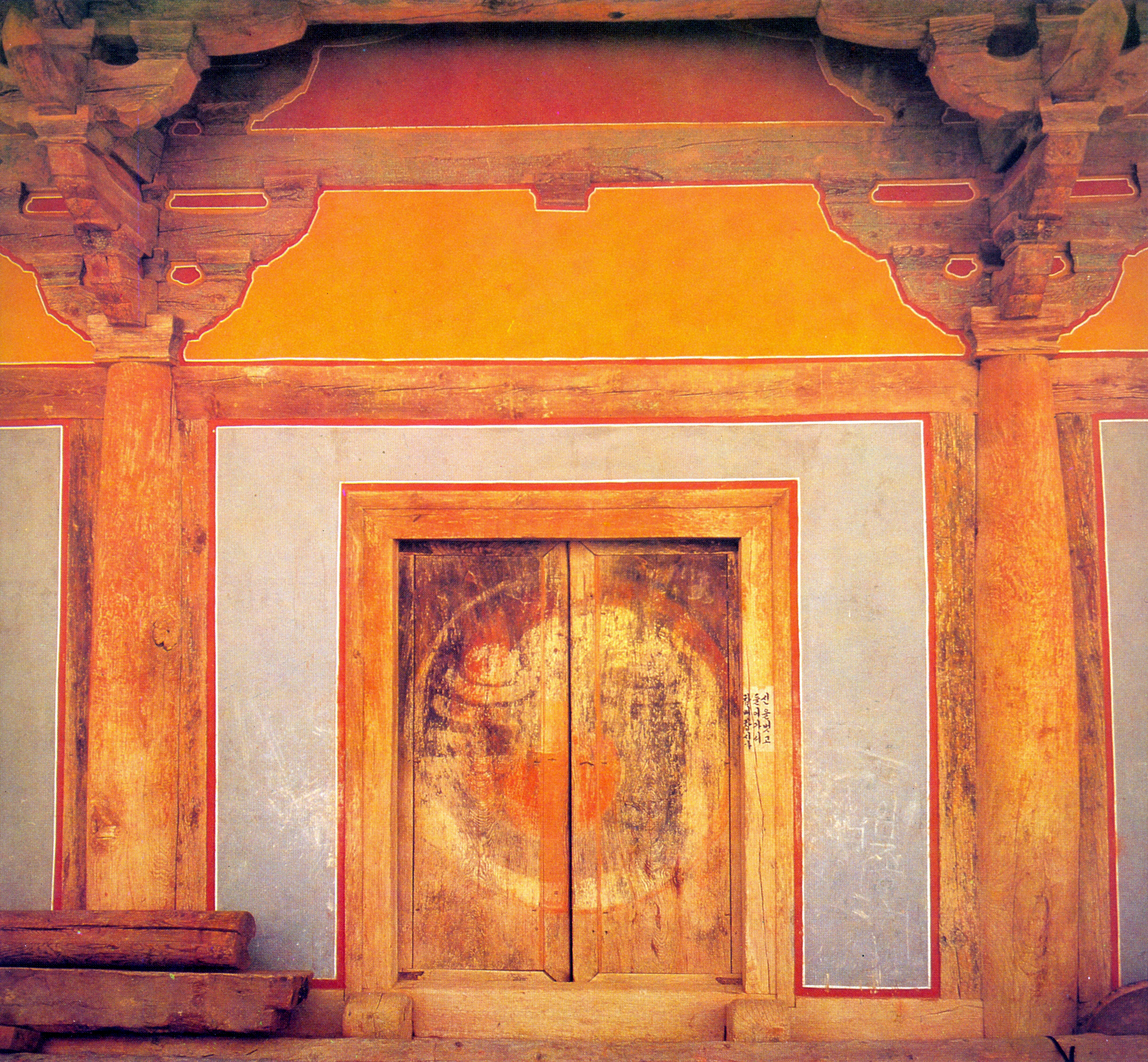
무량수전의 문
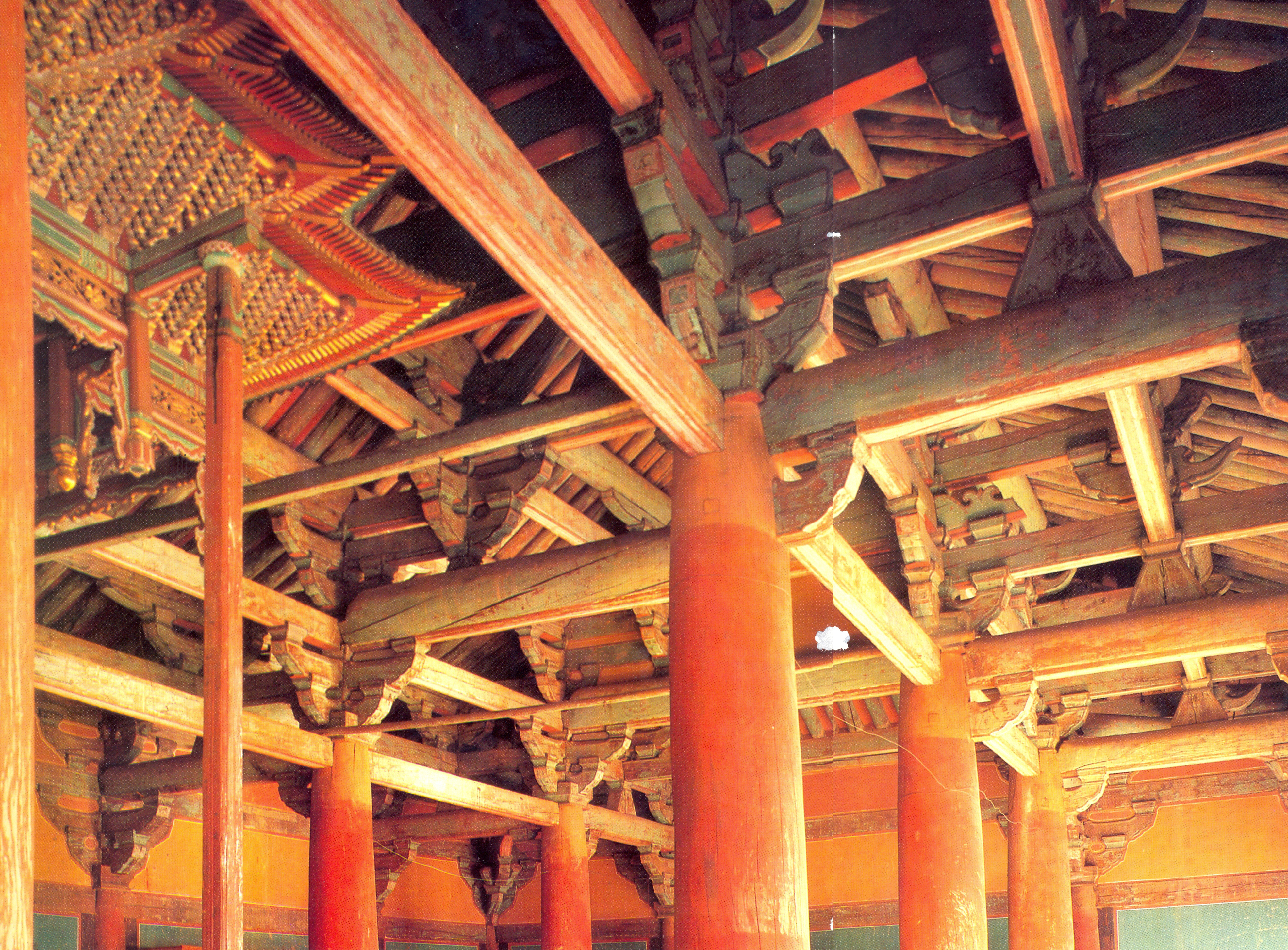
무량수전의 천장

## 같이 보기
- 부석사
- 부석사 무량수전 앞 석등

## 참고 문헌
- 영주 부석사 무량수전 - 국가유산청 국가유산포털